# Дневник Глумова
Дневник Глумова (рус. Дневник Глумова) је совјетски кратки неми филм из 1923, који је био први филм у режији Сергеја Ајзенштајна. Замишљен је као део позоришне продукције комедије Александра Островског из 1868. године. „ Доста глупости у сваком мудрацу“ (На всиаково мудретса доволно простоти) и означава Ајзенштајнов прелазак од позоришног редитеља до филмског редитеља.

## Радња
Филм је састављен од три дела који су снимљени током различитих чинова комада.
Уводна секвенца почиње снимком Ајзенштајна како скида капу и клања се пред плакатом који најављује представу, након чега следи снимак Григорија Александрова као Глумова, испред истог постера, и снимцима главних протагониста који праве комична лица.Тврдило се да је овај део филма могао бити приказан пре уместо на крају представе.
Друга секвенца показује како је Глумовљев дневник украден. То је било повезано са представом тако што је глумац истрчао са бине да би се поново појавио на екрану пењући се дуж фасаде зграде до крова где га је покупио авион. На крају је искочио из авиона и упао у ауто који га је вратио до улазних врата позоришта. На крају ове секвенце, глумац се вратио на сцену, држећи у руци ролну филма.
Трећа секвенца метафорички приказује садржај Глумовљевог Дневника, користећи неколико стоп мотион замена које подсећају на ране филмове Жоржа Мелијеса. Завршава се венчањем Глумова и Машенке и Глумова који знаком смокве одговарају на захтеве за новац од других протагониста.

## Продукција и дистрибуција
Глумовљев дневник је био кратки филм настао као део позоришне продукције комедије Александра Островског из 1868. „ Доста глупости сваком мудрацу“ (На всиаково мудретса доволно простоти) коју је Ајзенштајн реализовао 1923. године за организацију Пролеткулт. У револуционарном контексту Совјетског Савеза основаног годину дана раније, 1922. године, циљ је био да се створи нову уметничку естетику прикладну за радничку класу. Ајзенштајн је стога значајно трансформисао драму Островског коју је јасно преименовао у The Wiseman. Он је радњу пренео у контекст тада савремених руских емигрантских кругова у Паризу, са новим именима за ликове и дао јој пародијски стил инспирисан циркусом и Комедија дел арте.
По Ајзенштајновом захтеву почетком 1923. године Борис Михин, директор Госкина га је снабдео потребним филмским материјалом и именовао Дзигу Вертова за консултанта.
Филм је сниман у априлу 1923. године око куће Арсенија Морозова у Москви где су се одвијале позоришне представе Пролеткулта, неколико дана пре премијере представе и приказан је током извођења уживо.
Филм је на крају уврштен на број 16 у серијалу филмских филмова Кино-Правда (Филмска истина) Дзиге Вертова, објављеног 21. маја 1923. године под насловом Пролећни осмехи Пролеткулта (Весенние улибки Пролеткулта) .

## Рестаурација
Сматрана изгубљеном током много година, Кино-Правда бр. 16, укључујући Глумовљев дневник, поново је откривена у Красногорску 1977. године, филм је рестауриран и укључен у различита ДВД издања. Постоје неке расправе о томе да ли је обновљена верзија задржала оригинални редослед различитих секвенци.

## Глумачка подела
- Григориј Александров као Глумов/Голутвин
- Александар Антонов као Жоф
- Сергеј М. Ајзенштајн као он сам
- Михаил Гоморов као Турусина
- Вера Музикант као Машенка/Мери Меклак
- Иван Пирјев као фашистички кловн
- Максим Штраух као Миљуков-Мамајев
- Вера Јанукова као Мамаева